# パノラマ-Panorama-
「パノラマ-Panorama-」は、水樹奈々の楽曲で、9作目のシングル。2004年4月7日にキングレコードから発売された。

## 解説
- 2004年に最初にリリースされた楽曲である。水樹奈々が表題曲で、初めて作詞したシングルである。作曲はポルノグラフィティのヒット曲を手掛けた本間昭光。水樹の楽曲のプロデュースを手がけている三嶋章夫はこの楽曲について「アニメ等のキャストとして参加している事も相まって、作詞家としての言葉や世界観に説得力を強く感じた作品です」と語っている[1]。
- パノラマーPanorama―のギターソロは渡辺格が担当している。

## 収録曲
1. パノラマ-Panorama-
  - 作詞：水樹奈々、作曲：本間昭光、編曲：本間昭光・大平勉
  - PS2ゲーム「ロスト・アヤ・ソフィア」OPテーマソング
    - アルバム『ALIVE & KICKING』、ベストアルバム『THE MUSEUM』にも収録
    - シングルタイトル曲としては、初めて水樹奈々本人が作詞を担当した。以降は二枚（17thシングル『STARCAMP EP』、及び27thシングル『TIME SPACE EP』）を除く、全てのシングルタイトル曲を作詞している。（『TIME SPACE EP』の一曲目、『METRO BAROQUE』は、同じく本人の作詞となっている）
2. cherish
  - 作詞・作曲・編曲：矢吹俊郎
    - アルバム『ALIVE & KICKING』にも収録
3. Heartbeat
  - 作詞：水樹奈々、作曲：飯田高広、編曲：飯田高広・大平勉
4. パノラマ-Panorama- (Off Vocal Version)
5. cherish (Off Vocal Version)
6. Heartbeat (Off Vocal Version)

## PV
『パノラマ-Panorama-』と『cherish』はPVが制作されており、二曲ともDVD『NANA CLIPS 2』に収録されている。

## 収録作品
| 曲名                | 収録作品名                           | 作品種類           | 発売日         |
| ------------------- | ------------------------------------ | ------------------ | -------------- |
| パノラマ -Panorama- | ALIVE & KICKING                      | オリジナルアルバム | 2004年12月8日  |
| パノラマ -Panorama- | THE MUSEUM                           | ベスト・アルバム   | 2007年2月7日   |
| パノラマ -Panorama- | NANA CLIPS 2                         | PV集               | 2004年7月7日   |
| パノラマ -Panorama- | NANA MIZUKI LIVE RAINBOW at BUDOUKAN | ライブビデオ       | 2005年4月6日   |
| パノラマ -Panorama- | NANA MIZUKI LIVE MUSEUM×UNIVERSE     | ライブビデオ       | 2007年6月6日   |
| パノラマ -Panorama- | NANA MIZUKI LIVE GAMES×ACADEMY       | ライブビデオ       | 2010年12月22日 |
| パノラマ -Panorama- | NANA MIZUKI LIVE THEATER -ACOUSTIC-  | ライブビデオ       | 2015年6月17日  |
| cherish             | NANA CLIPS 2                         | PV集               | 2004年7月7日   |
| cherish             | NANA MIZUKI LIVE RAINBOW at BUDOUKAN | ライブビデオ       | 2005年4月6日   |
| Heartbeat           | NANA MIZUKI LIVE RAINBOW at BUDOUKAN | ライブビデオ       | 2005年4月6日   |